# Asnières-la-Giraud
Asnières-la-Giraud ist eine französische Gemeinde mit 980 Einwohnern (Stand: 1. Januar 2022) im Département Charente-Maritime in der Region Nouvelle-Aquitaine (vor 2016: Poitou-Charentes); sie gehört zum Arrondissement Saint-Jean-d’Angély und zum Kanton Matha (bis 2015: Kanton Saint-Jean-d’Angély). Die Einwohner werden Asnièrois und Asnièroises genannt.

## Geographie
Asnières-la-Giraud liegt etwa 70 Kilometer ostsüdöstlich von La Rochelle in der Saintonge. Umgeben wird Asnières-la-Giraud von den Nachbargemeinden Saint-Jean-d’Angély im Norden und Nordwesten, Saint-Julien-de-l’Escap im Norden und Nordosten, Fontenet im Osten und Nordosten, Sainte-Même im Osten und Südosten, Nantillé im Süden und Südosten, Saint-Hilaire-de-Villefranche im Süden und Südwesten sowie Mazeray im Westen und Nordwesten.

## Bevölkerungsentwicklung
| Jahr                       | 1962 | 1968 | 1975 | 1982 | 1990 | 1999 | 2006 | 2017 | 2019 |
| Einwohner                  | 808  | 767  | 704  | 748  | 817  | 875  | 905  | 1050 | 1006 |
| Quellen: Cassini und INSEE |      |      |      |      |      |      |      |      |      |

## Sehenswürdigkeiten

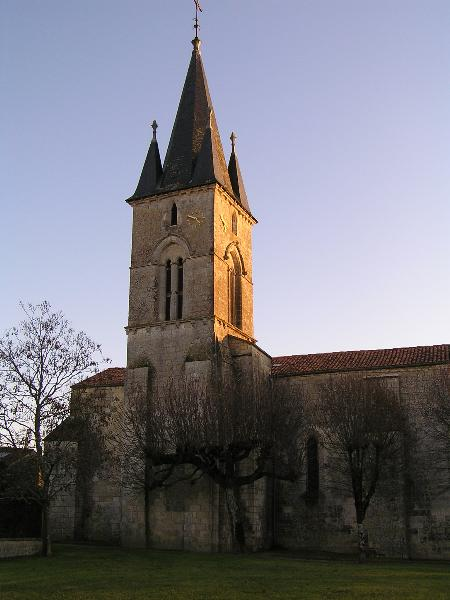
Kirche Saint-Médard

- Kirche Saint-Médard mit Resten aus dem 12. Jahrhundert (Wände der Apsis und drei romanische Fenster), neu erbaut im 14. Jahrhundert
- Molkerei und Käserei aus der ersten Hälfte des 20. Jahrhunderts